# 日常のナショナリズム

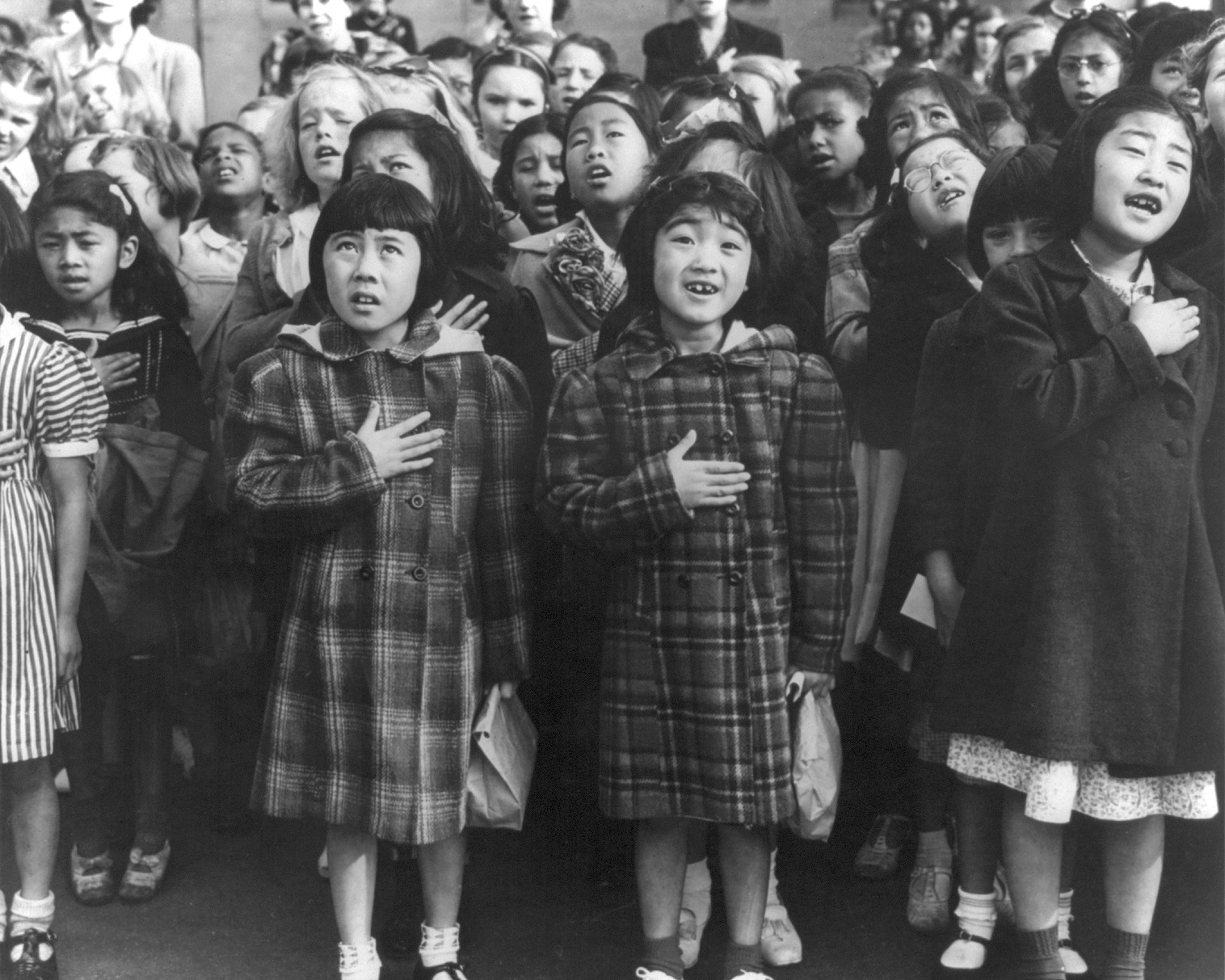
サンフランシスコのパブリック・スクールで国家への忠誠を誓う生徒たち。日常のナショナリズムは何気ないところに見出されるのがふつうであるが、アメリカにおける忠誠の誓いは、非常に露骨な例である

日常のナショナリズム（にちじょうのナショナリズム、英: banal nationalism）とは、ナショナル・アイデンティティを通じた部族意識や国家への帰属意識を人々のなかにつくりだす国民共同体（ネイション）は、何気ない日常生活においてこそ再生産されているという考え方で、イギリスの学者マイケル・ビリッグが1995年に出版した同名の書籍からきている。日本語では「平凡なナショナリズム」とも訳される。ビリッグの『日常のナショナリズム』はこの現象を批判的にとらえることを目指しており「これまでに出版されたナショナリズムに関する著作の中で4番目に多く引用された書籍」とも評されている。 
この概念は、すでに成立している国民国家が日々再生産されるためのルーティン（そしてたいていは意識されないその手法）に注目するためにつくりだされた。とくに政治地理学の分野においては非常に影響力が大きく、1995年の出版以降もアカデミズムからの関心は高い。2000年代になっても、おもに地政学、アイデンティティの形成やナショナリズムの本質を研究する領域における専門的議論で用いられている。
日常のナショナリズムは、例えば生活習慣のようなコンテクストで旗が掲げられる場面、スポーツイベント、国歌斉唱、貨幣（国家のシンボルが意匠にとりいれられる）、よくある表現や言い回し、愛国的なサークル活動などにみられる。マスメディアにおける国民の連帯感を暗に示すような用語法もその一例である。首相や天候の話題のときに、どの国のことであるかを示さず、英語であれば定冠詞のtheをもちいて「the prime minister」「the weather」と表現したり、「我がチーム」「国内ニュース」「国際ニュース」 といった表現が特徴的である。こうしたシンボルの多くが、頻繁に繰り返されてほとんどサブリミナル的であるがゆえに非常に強力である。日常のナショナリズムは、往々にして、学校のような公的機関を通じてつくりだされ、ボトムアップの形で国民共同体の形成を後押しする。
マイケル・ビリッグがこの言葉を作ったのは、日常に根差したその国固有のナショナリズムと過激なナショナリストのそれを明確に区別するためだった。1980年代から90年代の学者やジャーナリストによる過激なナショナリストの活動や独立運動、外国人排斥運動などの分析は、ビリッグによれば、現代的なナショナリズムの強度をあいまいなものにしていた。現代の政治文化の分析において、ナショナリズムというスコープ自体が非主流的だったこともその原因のひとつである、という論点もビリッグの主張にはこめられている。例えば1982年のフォークランド紛争や1991年の湾岸戦争の時代における政治的な言説においては、国民共同体の何物にも代えがたさ、という価値観がほぼ暗黙の前提になっていた、とビリッグは指摘している。現代的なナショナリズムのこの「隠れた」性質こそが、ナショナリズムそのものを非常に強固なイデオロギーにしている。それは日常のナショナリズムが、ほとんど検証もされず抗いもされないまま、影響力の大きい政治運動（そして現代社会におけるきわめて政治的な暴力）の源泉であり続けていることも部分的な要因である。日常のナショナリズムは、けして薄められたナショナリズムではなく、むしろ「危険なナショナリズム」の基礎をなしている。それと対照的に、過去においては宗教指導者や君主、氏族こそが人々を立ち上がらせる有力な存在であって、「国家」にうったえかけることはそれほど重要ではなかった。さらにブリッグは、とりわけアメリカ・ナショナリズムが覇権を握り続けていることを念頭に、国民国家を論じてきたポストモダニズムの退潮を論じるときにもこの日常のナショナリズムの概念を使用している。

## 読書案内
- Billig, Michael (August 1995). Banal Nationalism. SAGE Publications Ltd. pp. 208. ISBN 9780803975255